# Raúl Cimas
Raúl Cimas Navarro (Albacete, España, 5 de noviembre de 1976) es un actor, guionista y humorista español.

## Biografía
Raúl Cimas estudió Bellas Artes en la Universidad de Castilla-La Mancha en Cuenca, aunque no llegó a licenciarse. Empezó a actuar en el teatro antes de ser fichado por el canal Paramount Comedy en 2001. Cimas empezó como actor interpretando tragedias de Shakespeare que resultaban ser tan graciosas para el público que decidió dedicarse al humor.

### La hora chanante
En el año 2001 ya había comenzado su carrera profesional junto con Pablo Chiapella y Ernesto Sevilla, formando el "Trío de Albacete", como se les conocía a los tres, por ser oriundos del mismo lugar. Más tarde, al sumarse Joaquín Reyes pasarían a denominarlos «Cuarteto de Albacete».
En el año 2002 comienza, junto con su equipo, el programa de televisión La hora chanante, un programa mensual de sketches de humor, el cual tuvo 5 temporadas y finalizó en 2006. En La hora chanante interpretó a numerosos personajes como Richard Wagner, Van Gogh, Harry Houdini y otros muchos papeles secundarios. La principal particularidad de su forma de interpretar a estos personajes era usar vocabulario manchego.

### Después de La hora chanante
Ha sido guionista y colaborador de la productora El Terrat en el programa La Gran Evasión de ETB. Ha actuado en diversas ciudades de España con sus monólogos y en la obra de teatro La vida mata, junto a David Fernández y Fermí Fernández. 
En 2006 presenta un programa titulado A pelo, en la Sexta, junto a Joaquín Reyes.
En noviembre de 2006 estrena Misterioso asesinato en Manhattan, protagonizada por Enrique San Francisco en el Teatro Maravillas de Madrid, para iniciar después gira por toda España.
A partir de septiembre de 2007 intervino en el programa Muchachada Nui de La 2 de TVE, sucesor de La hora chanante.
En 2012 interpreta la obra de teatro La extraña pareja, de Neil Simon. Desde 2010 y hasta 2014 interpretó a Jaime Walter, el director de Museo Coconut, la sitcom de Neox. Entre 2014 y 2015 presenta el programa Óxido nitroso de Canal+ 1.
En el año 2014 publica una historieta, Demasiada pasión por lo suyo.
En 2015 y 2016 presenta la sección "Cine Low Cost" en el programa de Televisión Española sobre cine Versión española, presentado por Cayetana Guillén Cuervo, grabando semanalmente parodias de las películas presentadas. También en La 2 se une al equipo de TIPS realizando sketches en la sección "Juancar vuelve".
En 2016 protagoniza Los del túnel con Arturo Valls, película dirigida por Pepón Montero, en la que da vida a un policía nacional.
Desde 2017 colabora con  Patricia Conde, J.J. Vaquero y Susi Caramelo en el programa presentado por Joaquín Reyes llamado Cero en Historia. Y desde septiembre de 2017, se incorpora como colaborador a Late motiv de Andreu Buenafuente y Loco Mundo, ambos en #0 de Movistar.
En julio de 2023 estrena la serie Poquita fe, producida por Movistar+ y que coprotagoniza junto a Esperanza Pedreño.
En 2024 protagoniza junto a Julián López, Matusalén, película de David Galán Galindo sobre un rapero cuarentón que va a la universidad por una apuesta con su padre.